# Cats aglow
Cats aglow is een muziekalbum van The Cats uit 1971. Op Dance dance van Neil Young na, werden alle nummers op dit album geschreven door vier van de vijf bandleden zelf.
De elpee stond 11 weken in de albumlijst, met nummer 3 als hoogste positie, en behaalde de goudstatus.

## Nummers
| Nummer | Naam                   | Geschreven door               | Duur | Opmerkingen |
| --- | ---------------------- | ----------------------------- | ---- | ----------- |
| A1 | One way wind           | Arnold Mühren                 | 3:36 |             |
| A2 | My friend Joe          | Cees Veerman                  | 2:54 |             |
| A3 | She's on her own       | Arnold Mühren                 | 3:00 |             |
| A4 | Dance dance            | Neil Young                    | 2:38 |             |
| A5 | A letter               | Piet Veerman en John Möring   | 3:30 |             |
| A6 | Lonely nights          | Jaap Schilder                 | 2:08 |             |
| A7 | End side one           | Cees Veerman                  | 2:35 |             |
| B1 | Gipsy girl             | Cees Veerman                  | 3:33 |             |
| B2 | Don't know where to go | Arnold Mühren                 | 2:55 |             |
| B3 | Country woman          | Piet Veerman                  | 3:06 |             |
| B4 | If you'll be my woman  | Cees Veerman                  | 2:46 |             |
| B5 | Why did you go         | Jaap Schilder en Piet Veerman | 3:25 |             |
| B6 | Winter's end           | Piet Veerman en John Möring   | 4:42 |             |
| Later zijn er van dit album opnieuw versies op cd uitgebracht waarop bonustracks staan. Deze cd is net als alle andere platen van The Cats in 2014 opgenomen in het verzamelwerk Complete. Op deze uitgave waren de bonustracks als volgt: |                        |                               |      |             |
| 14. | It's over now          | Theo Klouwer                  |      |             |
| 15. | Don't waste your time  | Piet Veerman                  |      |             |